# Proleague
La Proleague, conosciuta brevemente come SPL o PL, è un torneo a squadre di StarCraft: Brood War e StarCraft II. È stato trasmesso in Corea del Sud dai canali televisivi OnGameNet e MBCGame inizialmente, e successivamente dal solo OnGameNet, dopo la chiusura del secondo. La Proleague nasce nel 2003 come torneo a squadre di Brood War, e diventa nel 2012 un torneo di StarCraft II dopo essere passato in una fase ibrida, in cui entrambi i giochi erano presenti.

## Vincitori

### Brood War
| Anno | Nome                           | Vincitore                  |
| ---- | ------------------------------ | -------------------------- |
| 2003 | KTFever Proleague              | Tong Yang Orions           |
| 2003 | NeoWiz pmang Proleague         | Greatest One               |
| 2004 | SKY Proleague Round 1          | Hanbit Stars               |
| 2004 | SKY Proleague Round 2          | Pantech & Curitel Curriors |
| 2004 | SKY Proleague Round 3          | KOR                        |
| 2004 | SKY Proleague Finale           | Hanbit Stars               |
| 2005 | SKY Proleague Round 1          | SK Telecom T1              |
| 2005 | SKY Proleague Round 2          | SK Telecom T1              |
| 2005 | SKY Proleague Finale           | SK Telecom T1              |
| 2006 | SKY Proleague Round 1          | SK Telecom T1              |
| 2006 | SKY Proleague Round 2          | MBCGame Hero               |
| 2006 | SKY Proleague Finale           | MBCGame Hero               |
| 2007 | Shinhan Bank Proleague Round 1 | Samsung KHAN               |
| 2007 | Shinhan Bank Proleague Round 2 | Lecaf Oz                   |
| 2007 | Shinhan Bank Proleague Finale  | Lecaf Oz                   |
| 2008 | Shinhan Bank Proleague         | Samsung KHAN               |
| 2009 | Shinhan Bank Winners League    | CJ Entus                   |
| 2009 | Shinhan Bank Proleague         | SK Telecom T1              |
| 2010 | Shinhan Bank Proleague         | KT Rolster                 |
| 2011 | Shinhan Bank Proleague         | KT Rolster                 |
| 2012 | SK Planet Proleague Season 1   | SK Telecom T1              |

### Brood War/StarCraft II
| Anno | Nome                         | Vincitore |
| ---- | ---------------------------- | --------- |
| 2012 | SK Planet Proleague Season 2 | CJ Entus  |